# High Land, Hard Rain
High Land, Hard Rain es el primer álbum del grupo escocés Aztec Camera. Produjo el éxito internacional Oblivious, que alcanzó el puesto #18 en la lista británica de sencillos en noviembre de 1983.

## Canciones
1. "Oblivious" - 3:12
2. "The Boy Wonders" - 3:16
3. "Walk Out To Winter" - 3:25
4. "The Bugle Sounds Again" - 3:00
5. "We Could Send Letters" - 5:50
6. "Pillar To Post" - 4:02
7. "Release" - 3:42
8. "Lost Outside The Tunnel" - 3:42
9. "Back On Board" - 4:55
10. "Down The Dip" - 2:20
11. "Haywire"
12. "Orchid Girl"
13. "Queen's Tattoos"

## Músicos
- Roddy Frame (voz, guitarra, armónica)
- Bernie Clark (piano, órgano)
- Campbell Owens (bajo)
- Dave Mulholland (batería)

- Datos: Q3785525